# اکروتا
اکروتا یک کوه از رشته‌کوه آند در پرو است. این کوه که نزدیک ۵٬۴۰۰ متر (۱۷٬۷۱۷ فوت) بلندا دارد در منطقه آرکیپا، استان کاستیا، بخش چاچس و در شمال غربی کوه هوایتا و شمال شرقی کوه هوآناکاگوا جای گرفته است.